# Mirosław Topol
Mirosław Topol – polski lekarz, profesor anatomii prawidłowej na Uniwersytecie Radomskim.
Uczęszczał do I Liceum Ogólnokształcącego im. Jędrzeja Śniadeckiego w Pabianicach, w którym w roku 1968 uzyskał świadectwo dojrzałości. W latach 1968–1974 studiował medycynę na Akademii Medycznej w Łodzi. Po studiach pozostał na uczelni. Habilitował się na Akademii Medycznej w Łodzi 24 listopada 1997 roku, dzięki pracy: Unaczynienie krwionośne płata górnego płuca lewego u ludzi dorosłych i u płodów. Tytuł naukowy profesora został nadany przez Prezydenta RP, Bronisława Komorowskiego 26 czerwca 2014 roku. 
Jest także specjalistą w dziedzinie ginekologii i położnictwa oraz anestezjologii. Mirosław Topol jest również profesorem nadzwyczajnym Uniwersytetu Medycznego w Łodzi, byłym kierownikiem Katedry Anatomii.